# Ville-sur-Ancre Communal Cemetery
Ville-sur-Ancre Communal Cemetery is een begraafplaats gelegen in de Franse plaats Ville-sur-Ancre (Somme). De militaire graven worden onderhouden door de Commonwealth War Graves Commission.
De begraafplaats telt 28 geïdentificeerde graven waarvan 24 Gemenebest graven uit de Eerste Wereldoorlog, een overig graf uit de Eerste Wereldoorlog en 3 Gemenebest-graven uit de Tweede Wereldoorlog.